# علياباد (نقدة)
علياباد هي قرية في مقاطعة نقدة، إيران. عدد سكان هذه القرية هو 411 في سنة 2006.